# Nanopithecus
 Nanopithecus  ist eine ausgestorbene Gattung der Primaten aus dem Formenkreis der Meerkatzenartigen, die während des Pliozäns in Ostafrika vorkam. Fossilien, die dieser Gattung zugeschrieben werden, wurden in die Zeit vor rund 4 Millionen Jahren datiert. Die einzige beschriebene Art der Gattung ist Nanopithecus browni.

## Namensgebung
Die Bezeichnung der Gattung Nanopithecus verweist auf die Kleinheit der in der Erstbeschreibung als Holotypus ausgewiesenen Zähne und ist abgeleitet von den griechischen Wörtern νάνος (altgriechisch ausgesprochen nános: Zwerg) und πίθηκος (píthēkos: „Affe“). Das Epitheton browni ehrt den US-amerikanischen Geologen und Geochemiker Frank Brown, der u. a. die Fundschichten im Gebiet des Turkanasees zuverlässig datiert hatte, aus denen die Fossilien von Nanopithecus geborgen wurden. Nanopithecus browni bedeutet somit sinngemäß „Brown'scher Zwergaffe“.

## Erstbeschreibung
Als Holotypus der Gattung und zugleich der Typusart Nanopithecus browni wurden im Jahr 2019 in der Erstbeschreibung zwei sehr kleine rechte Molaren M2 und M3 benannt (Sammlungsnummer KNM-KP 53150 A und B), die bereits 2012 westlich des Turkanasees in der Fundstätte Kanapoi in Kenia entdeckt worden waren. Zugeordnet wurde der Typusart ferner ein teilweise erhaltener linker Unterkiefer mit zwei noch in ihm sitzenden, stark abgenutzten Molaren M2 und M3 (KNM-ER 396) vom benachbarten Fundort Koobi Fora. Ein diagnostisches Merkmal (das Fehlen eines bestimmten Höckers am unteren dritten Molaren) hatte bereits früh dazu geführt, diese Funde als den Meerkatzenartigen zugehörig zu interpretieren. Hierfür sprach auch, dass die Kleinheit der Zähne – die von erwachsenen Tieren stammen – vergleichbar mit den heutigen Zwergmeerkatzen (Miopithecus) ist. Vermutlich hatte auch Nanopithecus browni eine Kopf-Rumpf-Länge von nur rund 40 Zentimetern plus einen gleich langen Schwanz, so dass diese Art mit allenfalls einem Kilogramm Körpergewicht, wie ihre heute noch lebenden Verwandten, zu den kleinsten Altweltaffen gehörte. Die Merkmale der fossilen Zähne weichen jedoch so deutlich von denen der heute lebenden Miopithecus-Arten ab, dass eine neue Gattung etabliert wurde.
Die beiden als Holotypus benannten Backenzähne sind Oberflächenfunde mit erhaltenen Kronen und fehlenden Wurzeln, die wenige Zentimeter voneinander entfernt aufgelesen und als zusammengehörig interpretiert wurden. Sie stammen aus einer Fundschicht, deren Alter auf 4,195 bis 4,108 Millionen Jahre datiert wurde und – wegen des Fehlens jüngerer Fundschichten in der Nachbarschaft – gesichert als Lagerstätte der Zähne gilt. Für das Unterkiefer-Fragment KNM-ER 396 wurde ein Mindestalter von 3,4 Millionen Jahren berechnet.
Die Bedeutung der Fossilien von Nanopithecus besteht insbesondere darin, dass es bislang nur sehr wenige Funde von frühen Vorfahren der Meerkatzenartigen gibt. Neben den Funden aus Kenia wurde bislang nur ein 8,0 bis 6,5 Millionen Jahre alter, isolierter Zahn aus den Vereinigten Arabischen Emiraten dieser Gruppe zugeordnet, alle anderen Funde sind maximal 600.000 Jahre alt.

## Belege
1. 1 2  J. Michael Plavcan, Carol V. Ward, Richard F. Kay und Fredrick K. Manthid: A diminutive Pliocene guenon from Kanapoi, West Turkana, Kenya. In: Journal of Human Evolution. Band 135, 2019, 102623, doi:10.1016/j.jhevol.2019.05.011, Volltext.